# The Biggest and the Best
The Biggest and the Best è una compilation the greatest hits della band pop punk Slick Shoes.

## Lista Tracce
1. Pretend To Be The Same (Precedentemente inedito) –1:30
2. Ruled Out (Precedentemente inedito) – 2:24
3. Spleen Puncher (Precedentemente inedito) – 2:28
4. I Knew – 2:35
5. Alone – 3:14
6. Angel – 2:17
7. Friday Night – 2:28
8. Last Round – 2:14
9. Joe's Sick – 1:46
10. East On Tracks – 2:36
11. My Ignorance – 3:29
12. Constancy – 2:14
13. For Better, For Worse – 2:53
14. Peace Of Mind – 2:34
15. Fall – 2:46
16. Last – 3:08
17. Five O Grind – 2:00
18. My So Called Real World – 1:40